# 名鉄モ590形電車
名鉄モ590形電車（めいてつモ590がたでんしゃ）は、かつて名古屋鉄道（名鉄）に在籍していた路面電車車両。1957年（昭和32年）に登場し、岐阜市内線・美濃町線などで2005年（平成17年）3月まで使用されていたものである。同路線廃止に伴い土佐電気鉄道（現・とさでん交通）へ譲渡され、同社590形として2005年（平成17年）12月より運行を開始した。

## 概要
1957年（昭和32年）4月から同年11月にかけて、モ591 - 595の5両が日本車輌製造で新製された。基本的な設計は前年度に新製されたモ580形に準じているが、窓の上下寸法が拡大されたことや側窓が窓枠の細い鉄製サッシとされたこと、客用扉が扉窓Hゴム固定支持の鋼製扉とされたこと等により近代的な外観となった。1D4D4D1の窓配置や正面3枚窓はモ580形と変わりないが、運転台窓と行先表示幕がいずれも大型化されたことで印象は異なる。車内はロングシート仕様で、室内灯は蛍光灯を採用した。
主要機器は制御方式が直接式とされた点はモ580形を踏襲しているが、主電動機は出力が45kWに強化された東洋電機製造製のTDK535-1A型を1両当たり2基搭載し、台車は住友金属工業製の一体鋳鋼型ペデスタル式のFS78A型を装備する。集電装置はモ580形584で試用されたパンタグラフを全車とも採用した。

## その後の経緯
当初は岐阜市内線に投入されたが、モ591は1968年（昭和43年）以降美濃町線で運用され、他の4両も1971年（昭和46年）までに美濃町線へ転属した。同時に全車を対象に歯車比を4.5から3.05に変更し、専用軌道線における高速運転に対応させている。また、正面行先表示幕は登場後程なく使用停止となり、以降は行先表示板によって行先表示を行っていた。その後、モ880形の増備に伴い美濃町線系統の運用が新岐阜（現・名鉄岐阜）発着を基本とするようになると、同系統への充当が不可能であった本形式は徐々に第一線から退くこととなり、1981年（昭和56年）以降モ593 - 595は運用から外れて休車となった。

### ワンマン化改造
1983年（昭和58年）の美濃町線末端区間（新関 - 美濃間）のワンマン運転開始に伴い、モ591・592に休車中であったモ593を加えた3両がその対象となり、ワンマン運転関連機器の搭載を始めとするワンマン化改造が施工された。その際、ワンマン化改造を施工された他形式は電照式の「ワンマンカー」表示器を正面窓下に取り付けていたのに対し、本形式では使用停止中であった正面行先窓に「ワンマンカー」表示を掲出した。なお、モ594・595については同年3月14日付で廃車となり、2両とも他社へ譲渡されることなく解体処分された。
その後は主に前述美濃町線末端の運用に就いていたが、1999年（平成11年）に同区間が廃止された後は、専ら徹明町 - 日野橋間の区間運用に就いていた。

### 冷房改造・名鉄600V区間全廃に伴う廃車

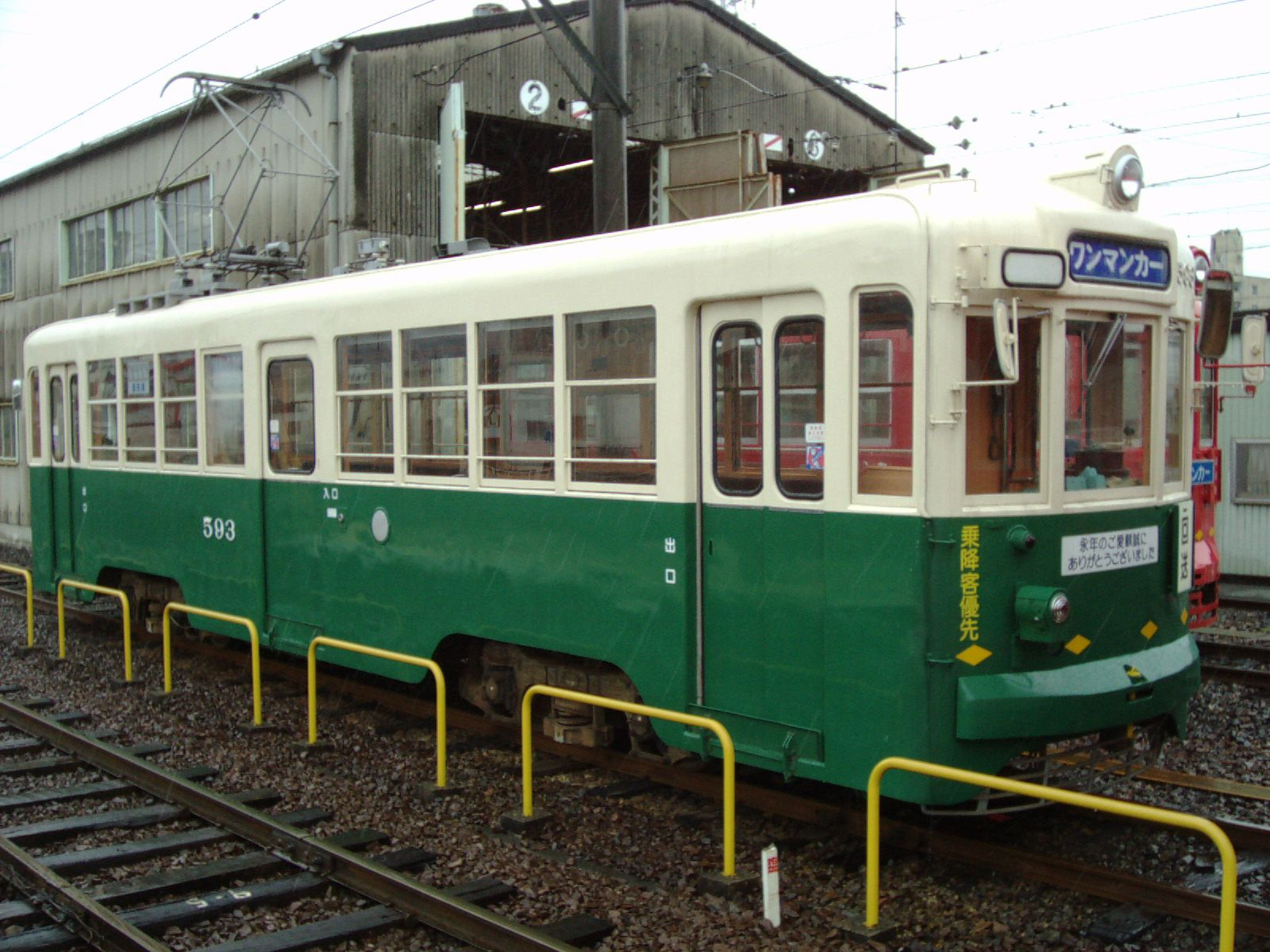
旧塗装に復元されたモ593
（2005年3月撮影）

ローカル線のサービス向上の一環として、1999年（平成11年）にモ592が、翌2000年（平成12年）にはモ591がそれぞれ冷房化改造を施工された。冷房装置は三菱電機製CU77A型で、冷房用電源である静止形インバータ（SIV）とともに屋上に搭載されている。冷房装置搭載に伴う車体補強と同時に、標識灯の角型2灯化、正面行先表示幕の再設置が行われて、正面から受ける印象に変化が生じている。なお、モ593は冷房化改造の対象から外れて、その後も非冷房仕様のまま使用された。
その後、美濃町線を含めた600V区間の路線全線廃止が決定した2004年（平成16年）には、モ593がかつて軌道線区間用車両の標準塗装であったクリーム色と緑色のツートンカラーに塗装変更され、有終の美を飾った。そして2005年（平成17年）3月31日の美濃町線廃止に伴い、同日付で全車廃車となった。廃車後、冷房車であるモ591・592は土佐電気鉄道へ譲渡され、モ593は台車と主電動機のみが同社へ譲渡された。その後モ593は豊橋鉄道モ3100形電車の廃車発生品の台車と組み合わされて、旧美濃駅構内で静態保存されているが、2011年3月9日に発生した美濃駅東側民家の火災に巻き込まれて延焼。現在は修復が完了している。モ593は旧美濃駅における他の保存車両とは異なり、座席も残されている。

## 土佐電気鉄道への譲渡

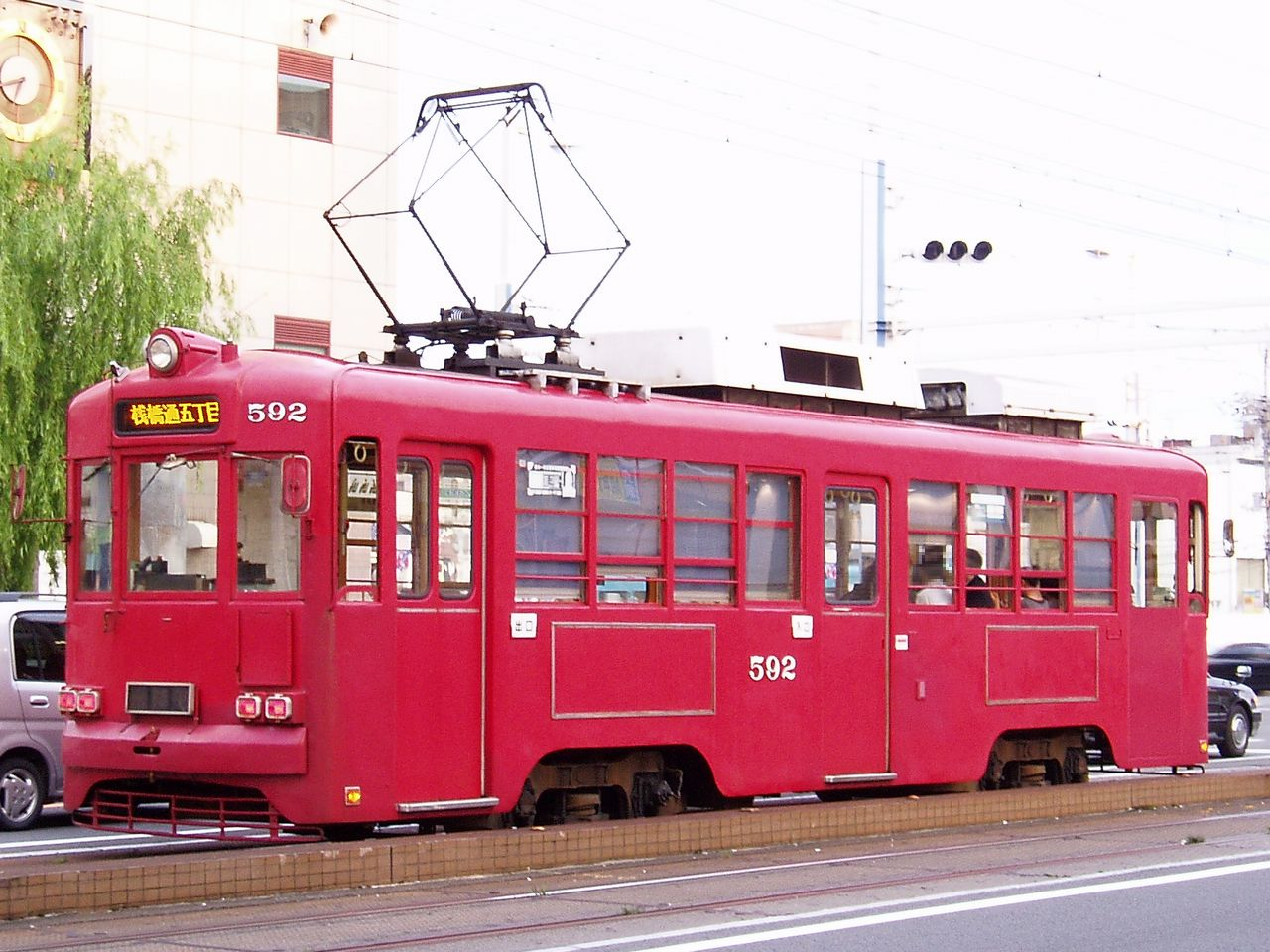
土佐電気鉄道590形592
（2008年6月撮影）

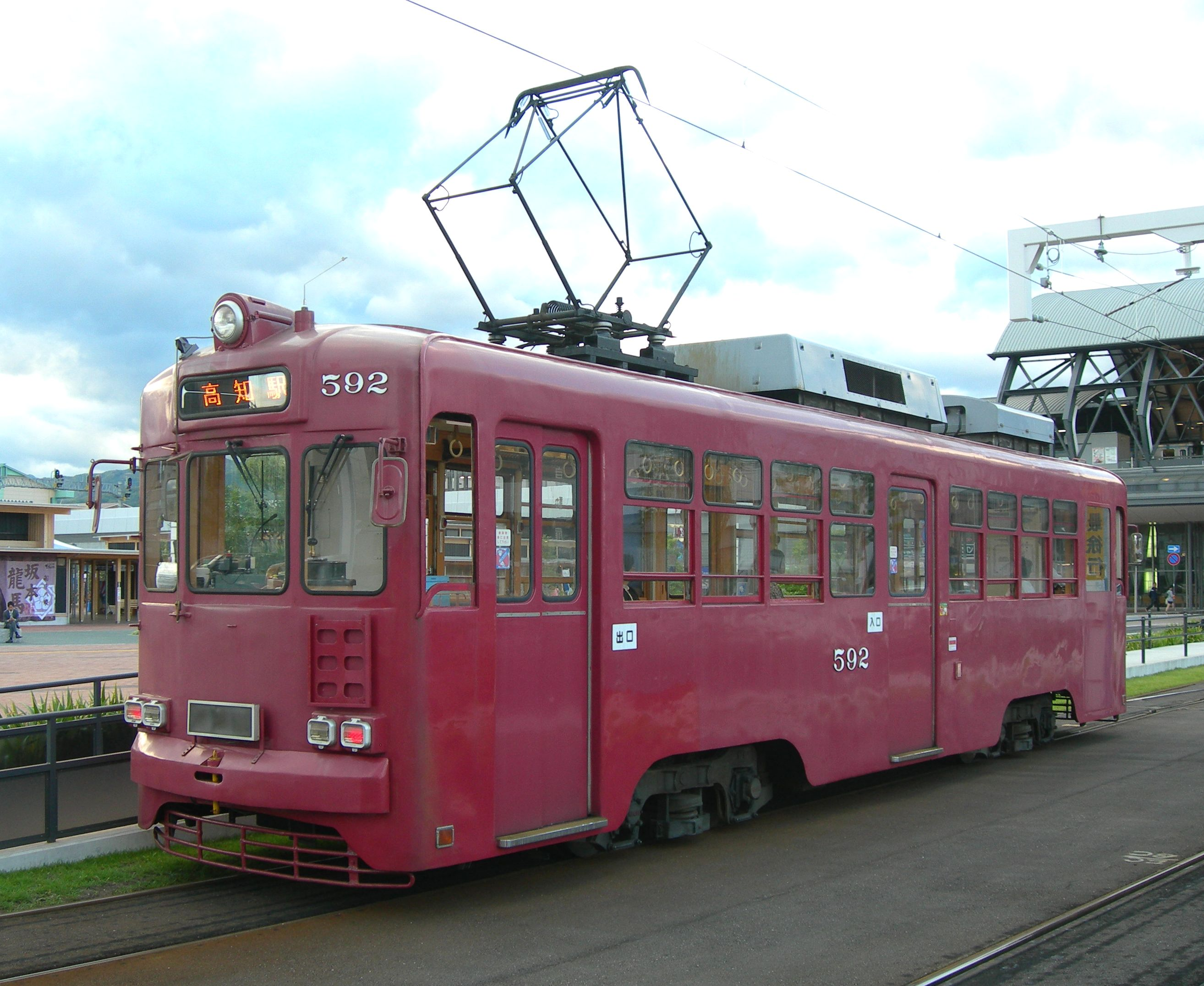
窓改造後の592
（2010年5月撮影）

前述のようにモ591・592の2両が土佐電気鉄道へ譲渡され、同社590形591・592となった。入線に際してはアルナ車両において以下の改造が施工されている。
- 行先表示機のLED化
- 後位寄りの客用扉を撤去し、前中扉構造の2扉車化[注釈 6]
- 客用扉下部の可動式ステップを撤去

なお、車番がそのままとされたことから名鉄車両独特のローマン字体による切出し文字による車番表記が残され、車体塗装も名鉄時代のスカーレット一色塗りのままとされたこともあって在籍車両の中では非常に目立つ存在となっている。
2両とも桟橋車庫に所属し、2005年（平成17年）12月17日から桟橋線・駅前線で運用が開始され、2006年（平成18年）からは伊野線・後免線でも運用されていたが、2019年現在は専ら桟橋線・駅前線で運用されている。
2009年（平成21年）には雨水の浸入による腐食を防止するため、自社桟橋工場において正面窓をすべてHゴム固定、側窓上部をバス窓にする改造が施工された。
2012年（平成24年）に、モ592の車番が切り出し文字（ボールド体のローマン書体）から、他車と同様の塗装式（丸ゴシック体）に変わり、正面右上から左下腰部分（側面は中扉の戸袋窓下から戸袋窓内）に移った。
2014年（平成26年）10月1日付で土佐電気鉄道が高知県交通・土佐電ドリームサービスと経営統合し、新会社とさでん交通による運営に移行したのに伴い、土佐電気鉄道からとさでん交通に承継された。

## 車歴
| 新製                         | 高速運転対応化     | ワンマン化            | 冷房改造               | 廃車・譲渡                                  |
| モ591 1957年（昭和32年）4月  | 1968年（昭和43年） | 1983年（昭和58年）6月 | 2000年（平成12年）3月  | 土佐電気鉄道590形591 2005年（平成17年）12月 |
| モ592 1957年（昭和32年）4月  | 1971年（昭和46年） | 1983年（昭和58年）6月 | 1999年（平成11年）12月 | 土佐電気鉄道590形592 2005年（平成17年）12月 |
| モ593 1957年（昭和32年）4月  | 1971年（昭和46年） | 1983年（昭和58年）7月 | -                      | 廃車・保存 2005年（平成17年）3月31日        |
| モ594 1957年（昭和32年）11月 | 1971年（昭和46年） | -                     | -                      | 廃車解体 1983年（昭和58年）3月14日          |
| モ595 1957年（昭和32年）11月 | 1971年（昭和46年） | -                     | -                      | 廃車解体 1983年（昭和58年）3月14日          |